# Dyschirus pacifica
Dyschirus pacifica är en skalbaggsart som beskrevs av Carl Hildebrand Lindroth. Dyschirus pacifica ingår i släktet Dyschirus och familjen jordlöpare. Inga underarter finns listade i Catalogue of Life.